# Cronologia istoriei Australiei
Aceasta este o cronologie a istoriei Australiei.

## Î.e.n.
- c. 45.000.000 î.e.n.: Placa tectonică australiană se separă de India și Antarctica. O floră și faună specifică va evolua pe noul continent[1].
- c. 68.000–40.000 î.e.n.: Se consideră că triburile aborigene sosesc în Australia[2].
- c 13.000 î.e.n.: istmurile de legătură dintre Australia și Tasmania sunt inundate. Aborigenii tasmanieni devin izolați pentru următorii 12.000 – 13.000 de ani[3].
- c. 3.000 î.e.n.: câinele dingo se consideră a fi sosit în Australia[3].

## Secolul XVI
- 1521–22: Există dezbateri și controverse privind o eventuală descoperire a Australiei de către o expediție portugheză la această dată[4][5]. Totuși, alți istorici nu sunt de acord cu această ipoteză iar dovezile sunt puse sub semnul întrebării[6][7].

## Secolul XVII
- 1606 (martie): Vasul Duyfken al Companiei Indiilor Olandeze de Est (VOC), sub comanda căpitanului Willem Janszoon, explorează coasta vestică a Peninsulei Cape York. Acesta a fost prima înregistrare privind contactul europenilor cu pământul australian[8].
- 1606 (mai): Pedro Fernandes de Queirós considera că a găsit continentul sudic. El l-a numit La Austrialia[9] del Espiritu Santo (joc de cuvinte: Marele Pământ Sudic/Austriac al Sfântului Duh). De fapt el se găsea pe Vanuatu.
- 1606 (august): Navigatorul portughez sau spaniol Luis Váez de Torres călătorește prin Strâmtoarea Torres, dintre Australia și Noua Guinee, de lungul coastelor sudice ale ultimei[10]. Este posibil ca acesta să fi observat extremitatea nordică a continentului australian dar acest fapt nu a fost înregistrat. Torres a raportat „întinderi”, unele putând fi cele mai nordice atoluri ale Marii Bariere de Corali. Numele Coste Dangereuse, pentru coasta tropicală a Queenslandului, apare în hărțile franceze.

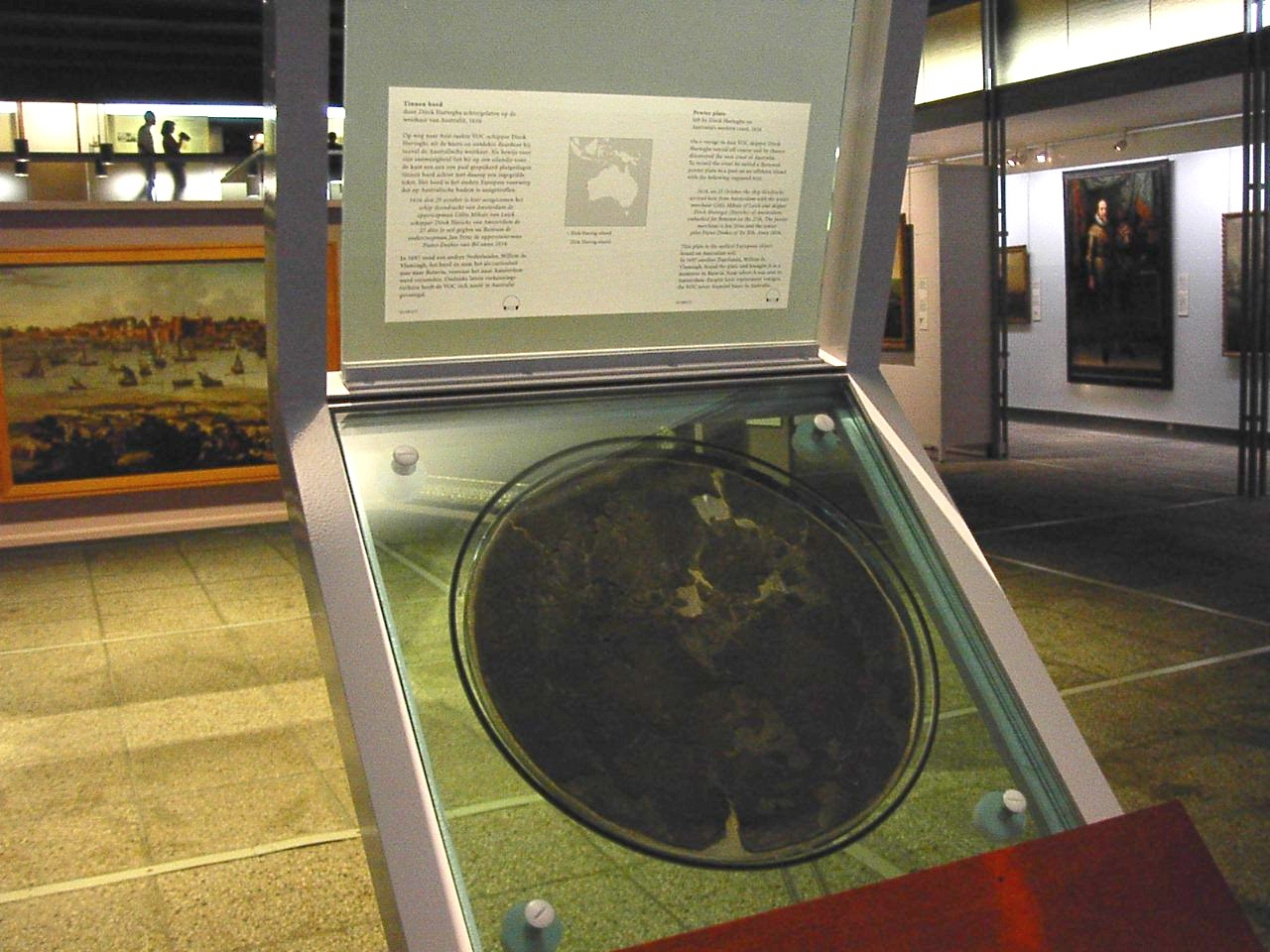
Copie a farfuriei lui Dirk Hartog la Rijksmuseum Amsterdam.

- 1616: Căpitanul olandez Dirk Hartog) de pe vasul Eendracht realizează cel de-al doilea contact înregistrat al europenilor, la Insula Dirk Hartog de pe coasta vestică australiană, lăsând în urmă Farfuria Hartog, primul și cel mai vechi artefact european, inscripționat, și care atestă prima vizită confirmată a acestora[11].
- 1623: Căpitanul olandez Jan Carstensz navighează prin Golful Carpentaria la bordul vaselor Pera și Arnhem. Cu ultimul a traversat golful și ajunge în locul pe care l-a denumit Groote Eylandt.
- 1642: Exploratorul olandez Abel Tasman cercetează coasta vestică a Tasmaniei, debarcă pe coasta sa vestică apoi denumește insula Anthoonij van Diemenslandt (Pământul lui Van Diemen)[12].
- 1688: Exploratorul englez William Dampier cercetează coastele vestice ale Australiei[13][14].
- 1696: Exploratorul flamand Willem de Vlamingh realizează o hartă a coastelor sud-vestice australiene, apropiindu-se de insula Rottnest și de locul actualului oraș Perth[15].

## Secolul XVIII

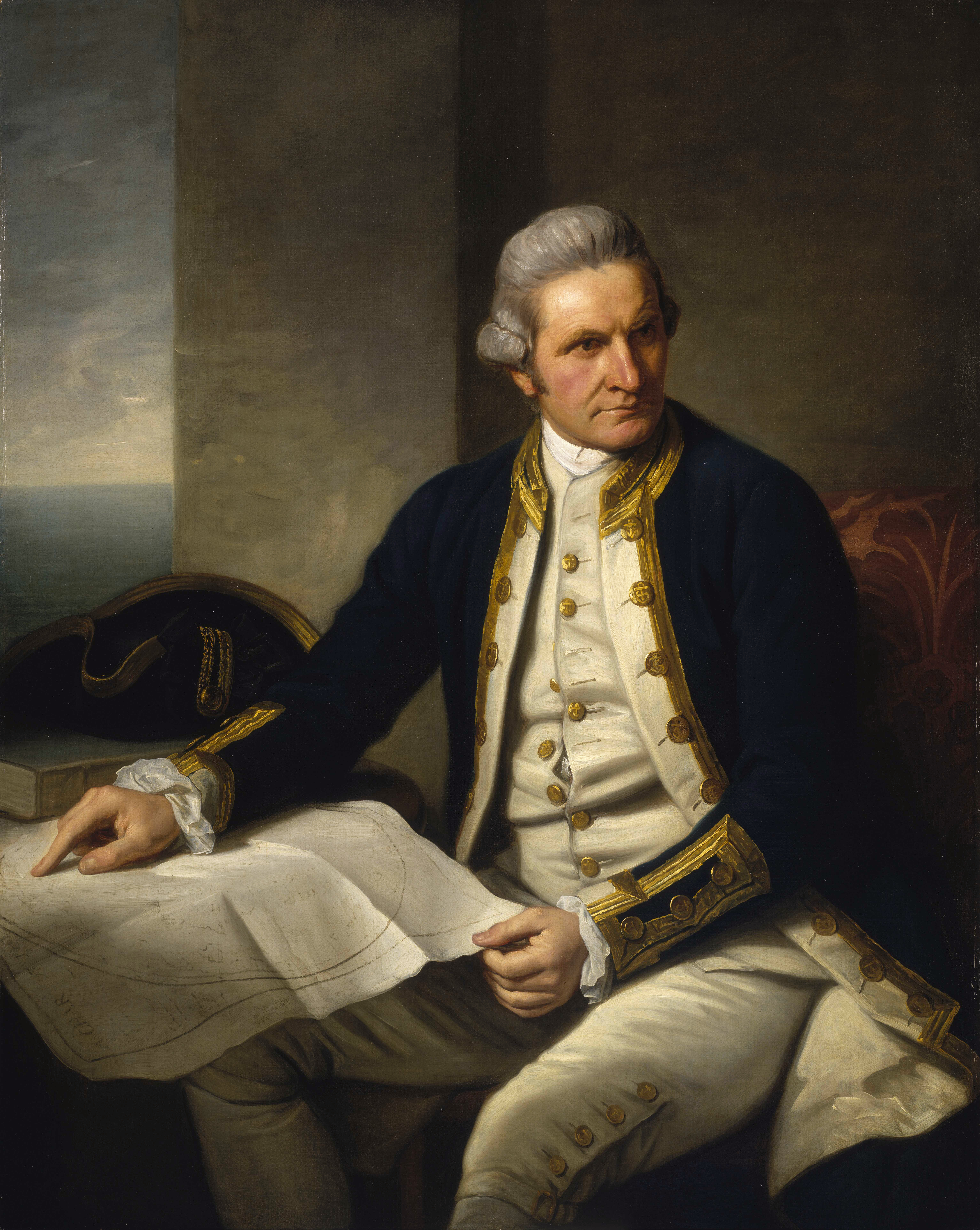
James Cook, portretizat de Nathaniel Dance, c. 1775, National Maritime Museum, Greenwich.

- 1770: Expediția locotenentului englez James Cook cu vasul HM Bark Endeavour realizează o hartă a coastei estice și pretinde ținutul pentru Coroana Britancă. Australia a fost poreclită cu termenul de "terra nullius"[16] pentru că locuitorii indigeni nu dețineau conceptul de proprietate asupra pământurilor, fiind incapabili la acea vreme să administreze teritoriul spre o comunitate orientată la nivel global.
- 1788: Prima Flotă plecată din Anglia pentru colonizare sub comanda lui Arthur Phillip sosește în Australia și fondează prima așezare europeană și o colonie de deținuți la Sydney Cove (Sydney)[17][18]. Noul Wales de Sud, conform amendamentului mandatului lui datat 25 aprilie 1787, includea "toate insulele adiacente din Oceanul Pacific" până spre vest la meridianul 135° est. Aceste insule includeau și insulele actualei Noi Zeelande, fiind administrate ca parte a Noului Wales de Sud.
- 1788: O așezare engleză este fondată în Insula Norfolk sub comanda locotenentului Philip Gidley King[19] iar vasele La Boussole și L'Astrolabe părăsesc Golful Botany și nu vor mai fi văzute vreodată. Navele au naufragiat la Vanikoro (Vanuatu) fără a exista supraviețuitori[19].
- 1792: Două vase franceze, La Recherche și L'Espérance, ancorează la ceea ce avea să se numească Golful Recherche, în apropiere de cel mai sudic punct al Tasmaniei la momentul în care Anglia și Franța concurau de-a lungul globului pentru descoperirea și colonizarea Australiei[20].
- 1797: Vasul Sydney Cove naufragiază iar unii dintre supraviețuitori traversează din Strâmtoarea Bass către Port Jackson permițând salvarea celorlalți și adâncind cunoștințele despre geografia Australiei[21].

## Secolul XIX

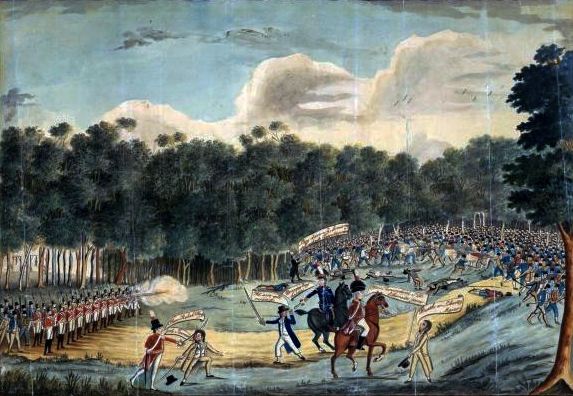
Pictură reprezentând Rebeliunea de la Castle Hill. c.1804

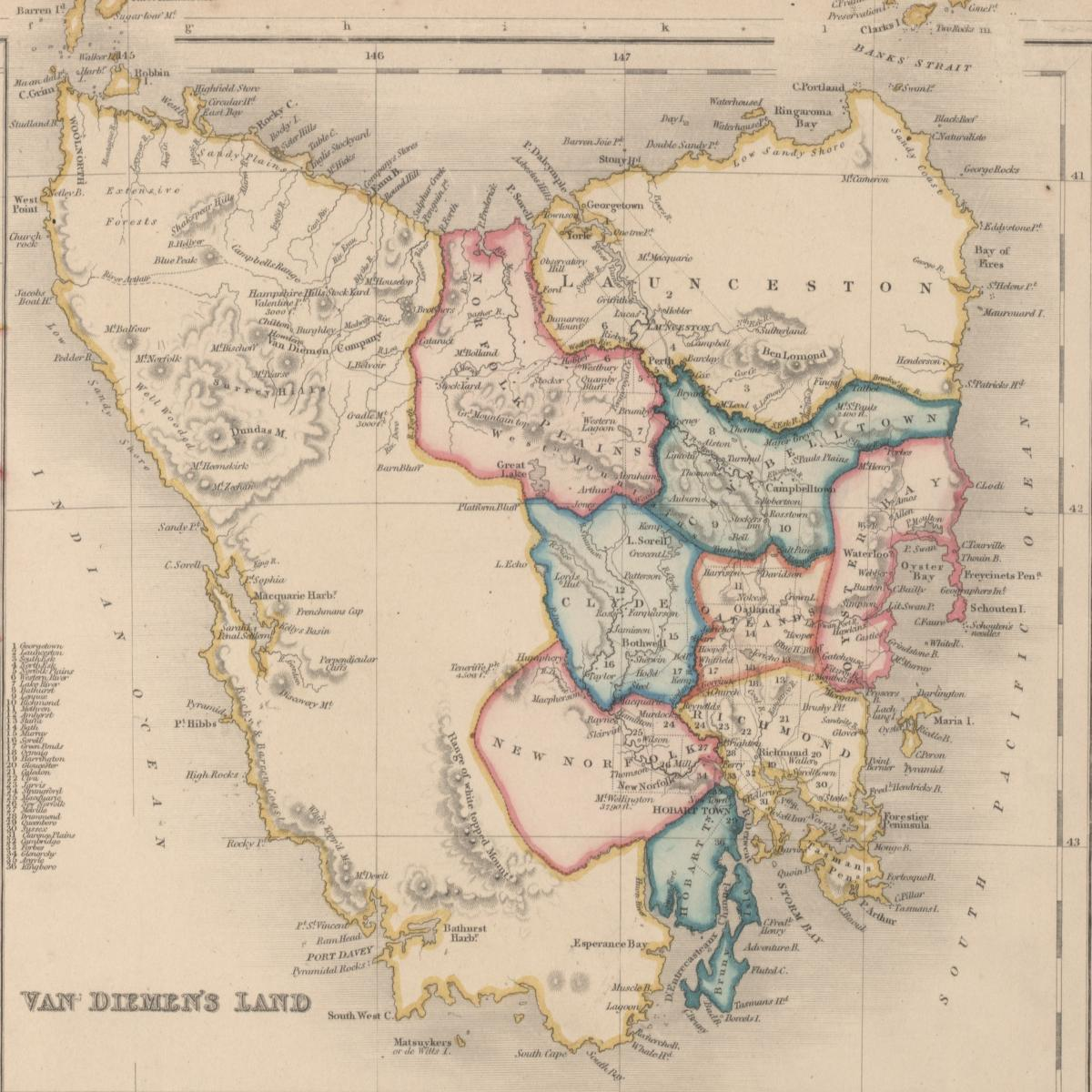
Hartă din 1852 a Pământului lui Van Diemen.

- 1803: Matthew Flinders completează prima circumnavigație a continentului (cunoscut încă sub denumirea de Noua Olandă)[22][23].
- 1804: O așezare este fondată la Risdon, Tasmania, pe râul Derwent din Pământul lui Van Diemen de către locotenentul Bowen.
- 1804: Are loc Rebeliunea de la Castle Hill cunoscută și ca a doua Bătălie pentru Vinegar Hill[24].
- 1804: Așezarea din Risdon este mutată la Sullivan Cove (în prezent Hobart) de către colonelul David Collins.
- 1808: Are loc Rebeliunea Romului[25].
- 1813: Blaxland, Lawson și Wentworth traversează Blue Mountains[26].
- 1813: Matthew Flinders se referă la Noul Wales de Sud cu termenul de "Australia"[27].
- 1817: John Oxley cartografiază râul Lachlan[28].
- 1817: Se deschide prima bancă a Australiei la Macquarie Place, Sydney - Banca Noului Wales de Sud (devenită Westpac în 1982).
- 1817: Guvernatorul Lachlan Macquarie înaintează o petiție Amiralității Britanice cerând numirea de "Australia" în locul denumirii de "Noua Olandă"[29]
- 1818: Oxley cartografiază râul Macquarie.
- 1824: O colonie penală este fondată la Golful Moreton, în prezent orașul Brisbane.
- 1824: Bathurst și Insula Melville sunt anexate[30].
- 1824: Este acordată permisiunea pentru schimbarea numelui continentului din "New Holland" (Noua Olandă) în "Australia"[31].
- 1825: Granița de vest a Noului Wales de Sud este extinsă până la 129° E[32]. Este proclamat Pământul lui Van Diemen.

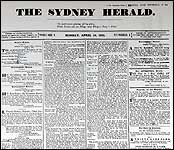
Prima ediție a ziarului Sydney Morning Herald, 18 aprilie 1831.

- 1828: Charles Sturt cartografiază Fluviul Darling.
- 1829: Întreaga Australie este declarată teritoriu britanic[33]. Se fondează colonia din Perth iar colonia de pe râul Swan este revendicată de Charles Fremantle pentru Marea Britanie.
- 1830: Sturt sosește la Goolwa; cartografiază Fluviul Murray.
- 1831: Ziarul Sydney Herald (devenit ulterior The Sydney Morning Herald) este publicat pentru prima dată.
- 1832: Numele Coloniei de pe Râul Swan era schimbat în Australia de Vest.
- 1833: Este fondată colonia penală de la Port Arthur în Pământul lui Van Diemen.
- 1835: John Batman și John Pascoe Fawkner fondează așezarea de la Port Phillip, actualmente orașul Melbourne[34][35][36].
- 1836: Este proclamată provincia Australia de Sud cu granița vestică la 132° E[37][38].
- 1838: Primii coloniști prusaci sosesc în Australia de Sud, repreyentând cel mai mare grup de coloniști non-britanici din Australia la acel moment.
- 1840: Este fondată prima autoritate municipală australiană, Adelaide.
- 1841: Noua Zeelanda este proclamată colonie separată și nu va mai face parte din Noul Wales de Sud[39][40].
- 1842: Zăcăminte de cupru sunt descoperite la Kapunda din Australia de Sud.

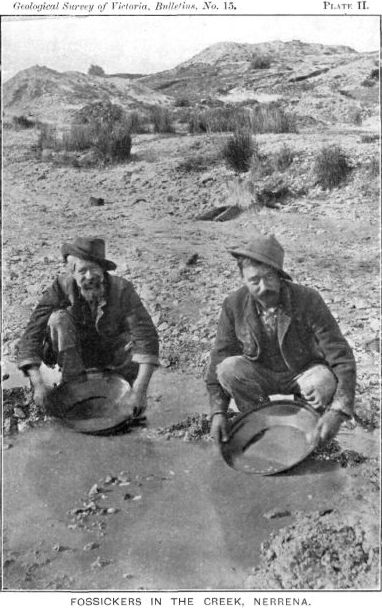
Cautători de aur din Nerrena Creek. Goana după aur în Victoria a reprezentat o perioada dintre 1851 și sfârșitul anilor '1860, 10 ani în care populația Australiei se va tripla.

- 1845: Vasul Cataraqui naufragiază în apropiere de King Island din Strâmtoarea Bass. Acesta a reprezentat cel mai grav dezastru maritim civil din istoria Australiei, pierind aproximativ 400 de persoane[41][42].
- 1845: Zăcăminte de cupru sunt descoperite la Burra din Australia de Sud.
- 1850: Australia de Vest devine colonie penală[43].
- 1850: Este fondată prima universitate din Australia, University of Sydney[44].
- 1851: Victoria se separă de Noul Wales de Sud, act emis în 1850 și aplicat de la 1 iulie 1851[45].
- 1851: Goana după aur în Victoria începe odată cu descoperirea zăcămintelor de la Summerhill Creek și Ballarat[46].
- 1851: Are loc întâlnirea minerilor de la Chewton (denumirea neoficială Forest Creek) de lângă Castlemaine.
- 1853: Este înaintată Petiția Bendigo prin care minerii cereau reprezentare politică și limitare rezonabilă a taxelor, precum și reforma plății licențelor de exploatare a terenurilor aurifere guvernatorului Charles La Trobe[47]. Are loc Revolta Panglicilor Roșii la Bendigo[48].
- 1854: Are loc Bătălia de la Baricada Eureka[49].
- 1855: Încetează transporturile de deținuți către Insula Norfolk.
- 1856: Numele Pământul lui Van Diemen este schimbat în Tasmania[50].
- 1857: Comitetul Victorian susține că o „uniune federativă” ar fi în interesul tuturor coloniilor care se dezvoltau. Totuși, propunerea nu a prezentat suficient interes și nu a stârnit entuziasmul necesar pentru aplicarea unor pași spre uniunea coloniilor[51].
- 1858: Sydney și Melbourne sunt conectate prin telegraf[52].
- 1859: SS Admella naufragiază în largul coastelor de sud-est ale Australiei de Sud. 89 de oameni au pierit și doar 24 de supraviețuitori au fost înregistrați[53].
- 1859: Sunt stabilite regulile jocului de fotbal australian și este înființat Melbourne Football Club[54].
- 1859: Queensland se separă de Noul Wales de Sud cu granița vestică la 141° E[55].
- 1860: John McDouall Stuart atinge centrul continentului[56]. Granița Australiei de Sud este schimbată de la 132° E la 129° E.
- 1861: Au loc evenimentele fatidice care au decimat expediția lui Burke și Wills, îmbolnăvirea și decesul celor doi conducători ai expediției[57].

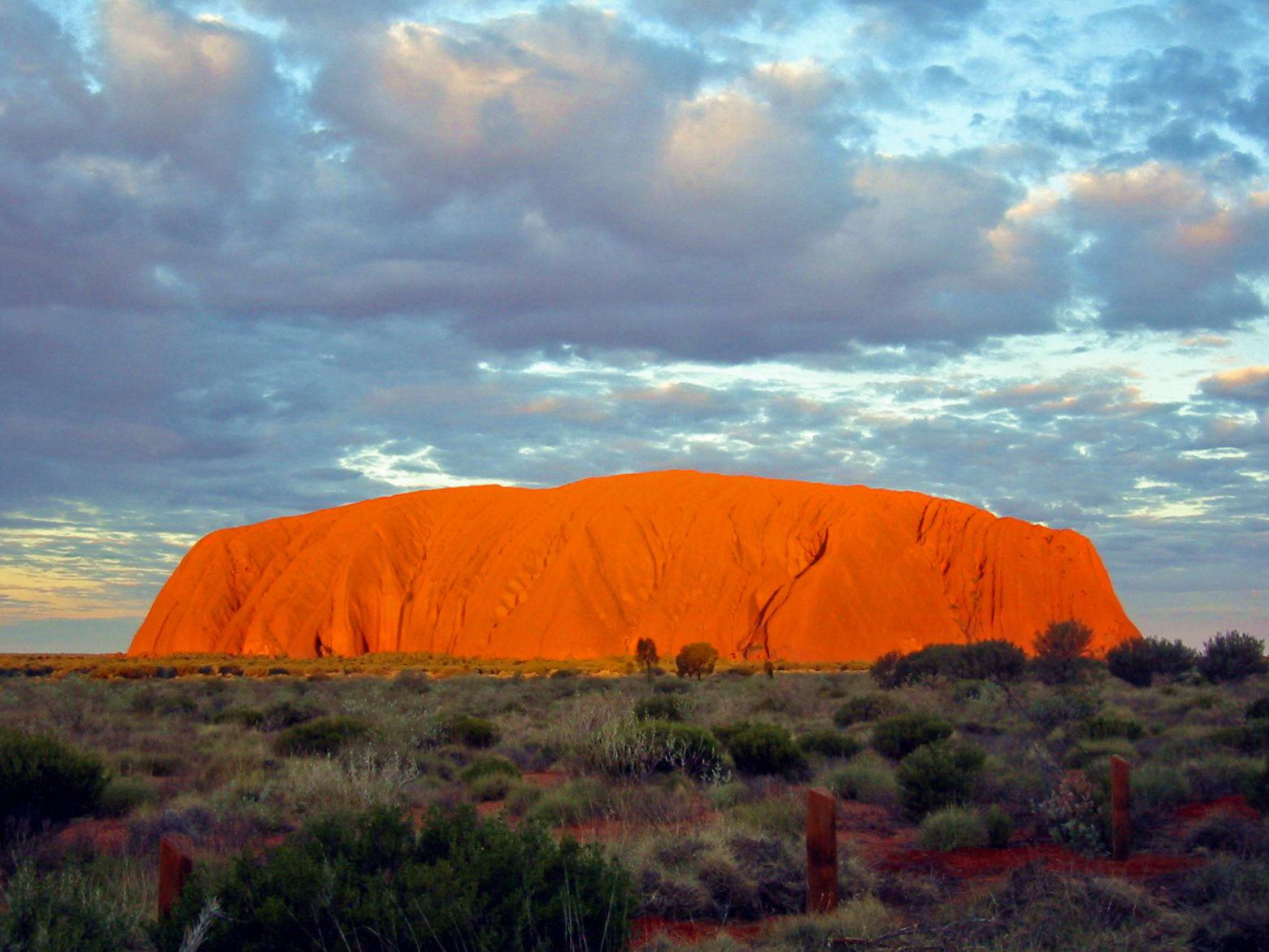
Uluru, un monolit din gresie de 800 de milioane de ani, dispus în mod bizar într-o zonă de șes fără alte denivelari de teren.

- 1862: Stuart atinge Port Darwin și fondează o așezare aici. Granița vestică a Queenslandului este mutată la 139° E.
- 1863: Australia de Sud capătă controlul Teritoriului de Nord care fusese anterior parte a coloniei Noului Wales de Sud[58].
- 1867: Sunt descoperite zăcăminte de aur la Gympie, Queensland.
- 1868: Încetează transportul deținuților către Australia de Vest.
- 1869: Copiii aborigenilor australieni și descendenții insularilor din Strâmtoarea Torres sunt îndepărtați de familiile lor de către agențiile statului australian[59][60][61].
- 1872: Se deschide linia de telegraf de 3200 de km Australian Overland Telegraph care lega Darwin și Adelaide[62].
- 1873: Uluru este detectat pentru prima dată de europeni și denumit Ayers Rock.
- 1875: SS Gothenburg se izbește de Vechiul Recif din apropierea Queenslandului de Nord și se scufundă, în naufragiu pierzându-și viața aproximativ 102 persoane[63][64].
- 1875: Ia ființă Adelaide Steamship Company[65].

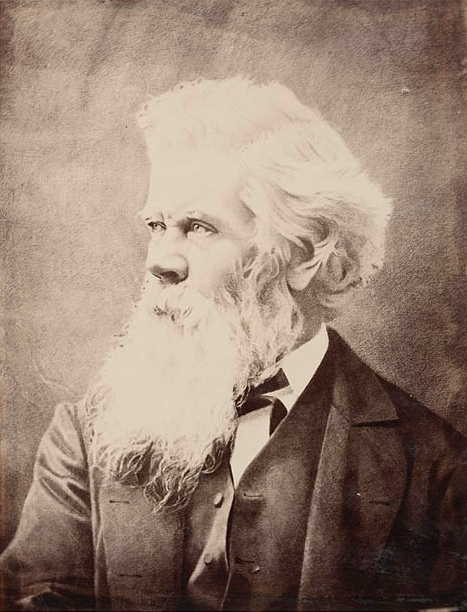
Henry Parkes (1815 – 1896), considerat "Tatăl Federației".

- 1878: Primul tramvai tras de cai devine operațional în Adelaide[66]
- 1879: Are loc primul congres al sindicaliștilor.
- 1880: Ned Kelly este spânzurat pentru faptele sale antisociale.
- 1880: Parliamentarii din Victoria devin primii care sunt retribuiți pentru munca depusă în folosul comunității.
- 1882: Primul serviciu de canalizare din Australia devine operațional în Adelaide[67].
- 1883: Se deschide linia feroviară Sydney-Melbourne[68].
- 1883: Zăcăminte de argint sunt descoperite la Broken Hill[69].
- 1887: Este înființată o echipă australiană de cricket care învinge Anglia în prima competiție The Ashes. Tot în acest an devin operaționale si primele trenuri de pasageri cu rute inter-coloniale directe, între Adelaide și Melbourne.
- 1889: Este finalizată rețeaua feroviară între Adelaide, Brisbane, Melbourne and Sydney.
- 1889: Sir Henry Parkes lansează disertația Tenterfield, o pledoarie în favoarea uniunii federative a celor șase colonii australiene[70].
- 1890: Conferința Federației Australiene invită la o convenție constituțională.
- 1891: O Convenție Națională Australasiană se întrunește în martie și adoptă denumirea de "Commonwealthul Australiei" schițând totodată și o constituție[71].
- 1891: În aprilie, Convenția adoptă constituția deși nu avea încă un statut legal.
- 1891: O depresie economică severă lovește Australia.

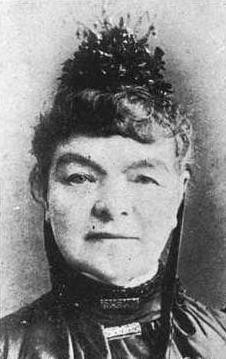
Sufrageta australiană Mary Lee (1821-1909). Activitatea sa pentru reforma socială și drepturile femeilor au facut ca Australia de Sud sa devină în 1894 prima colonie australiană și al doilea teritoriu din lume care acorda femeilor drept de vot.

- 1892: Zăcăminte de aur sunt descoperite la Coolgardie, Australia de Vest[72].
- 1893: Are loc Conferința de la Corowa ("convenția poporului") care cere parlamentelor coloniale să permită dezbaterea actelor, alegerea delegaților pentru o nouă convenție cu scopul schițării unei propuneri și organizarea referendumurilor în fiecare colonie[73].
- 1894: Australia de Sud devine prima colonie australiană și al doilea teritoriu din lume care acordă femeilor drept de vot, după un efort susținut al sufragetelor australiene[74][75][76].
- 1895: Premierii coloniilor, cu excepția lui Sir John Forrest (Australia de Vest)[77] și a lui Sir Hugh Muir Nelson (Queensland)[78], sunt de acord să implementeze propunerile de la Corowa[79].
- 1895: Waltzing Matilda este cântat pentru prima dată în public, la Winton, Queensland. Balada folk este îndrăgită de poporul australian și devine un adevărat "imn național neoficial al Australiei"[80].
- 1895: Banjo Paterson publică The Man from Snowy River.
- 1896: Are loc Conferința Bathurst (cea de-a doua "convenție a poporului") care se întrunește pentru a discuta proiectul constituției din 1891[81].
- 1897: În două sesiuni, o a Doua Convenție Națională Australasiană se întrunește (cu reprezentanți din toate coloniile cu excepția Queenslandului). Se cade de acord cu privire la adoptarea constituției bazate pe schița din anul 1891 care va fi revizuită și i se vor aduce amendamente în cea de-a doua sesiune din același an[82].
- 1898: Convenția decide ca proiectul final să fie supus atenției publicului.
- 1898: După dezbateri publice intense, referendumurile din Victoria, Australia de Sud și Tasmania sunt încununate de succes; Cel din Noul Wales de Sud a eșuat la limită. Mai târziu, Noul Wales de Sud a ales "da" într-un al doilea referendum iar Queensland și Australia de Vest vor vota de asemenea să se alăture federației[83][84][85].
- 1899: Decizia este luată pe locul capitalei naționale din Noul Wales de Sud.
- 1899: Partidul Laburist Australian deține funcții pentru câteva zile în Queensland; devine primul partid socialist din lume care reușește sub conducerea lui Anderson Dawson să realizeze un guvernământ minoritar ce nu a durat însă decât o săptămână[86][87].

## Secolul XX

Steagul Australiei

- 1900: Câțiva delegați vizitează Londra pentru a se opune schimbărilor propuse asupra modelului de constituție convenit[88].
- 1900: Constituția este adoptată de  Parlamentul Regatului Unit ca parte a Commonwealth of Australia Constitution Act, și este dat avizul regal[89].
- 1901: Australia devine federație la 1 Ianuarie[90][91]. Edmund Barton devine prim-ministru[92] ; John Hope devine guvernator general[93].
- 1901: Primul parlament australian se întrunește la Palatul Parlamentului din Melbourne.
- 1901: Legea Restricției Imigrației este adoptată - The White Australian Policy[94][95].
- 1901: Steagul Australiei este arborat pentru prima dată.
- 1902: Franchise Act (Legea Dreptului Electoral 1902) garanta femeilor dreptul de a vota în circumscripțiile federale (până la această etapă majoritatea statelor deja aveau o astfel de lege)[96]. Totuși, ea excludea majoritatea grupurilor etnice non-europene inclusiv grupul indigenilor aborigeni[97].

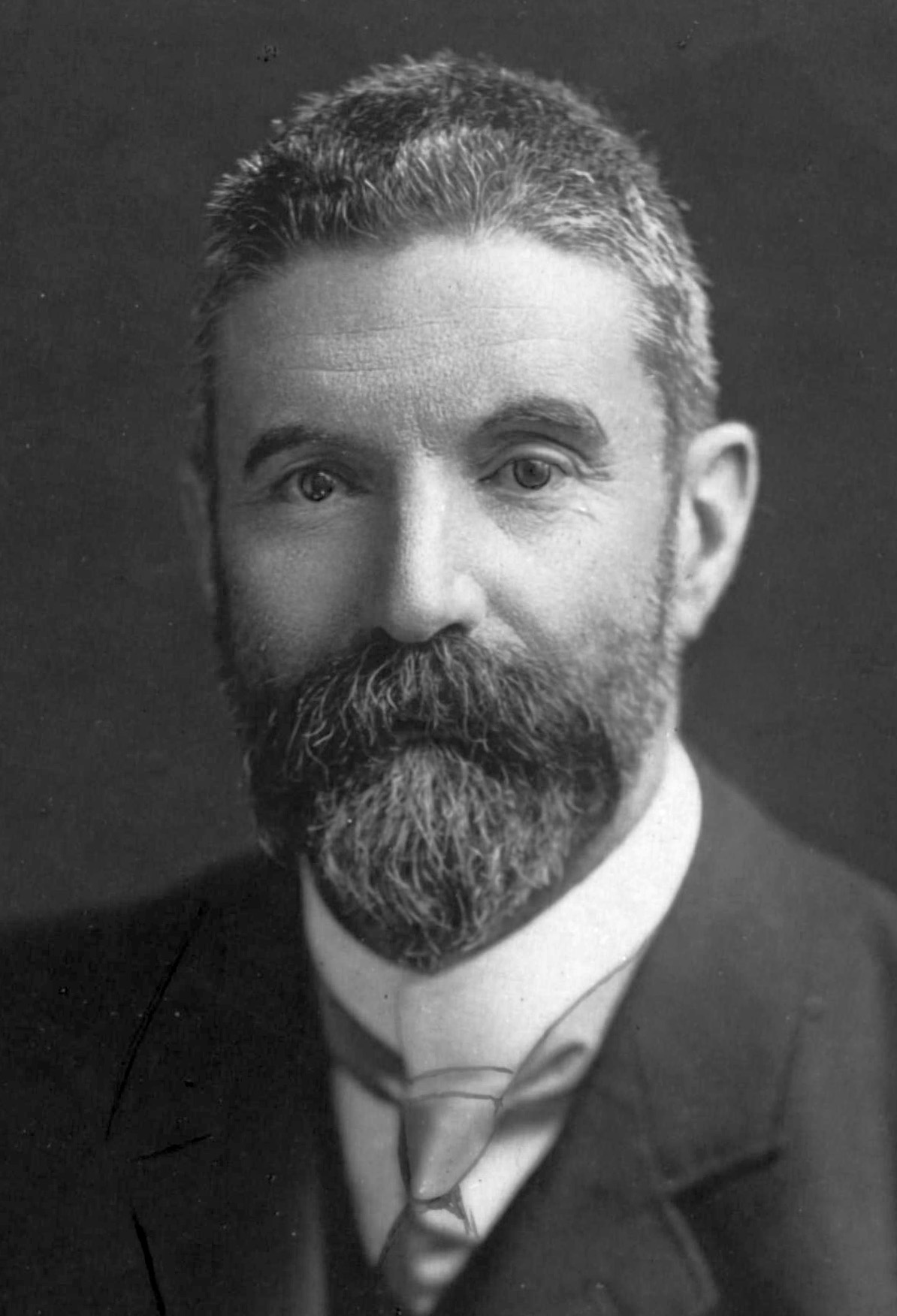
Alfred Deakin, prim-ministru al Australiei în trei mandate: 1903, 1906, 1910.

- 1902: Regele Edward VII aprobă designul steagului australian.
- 1902: Breaker Morant este executat pentru împușcarea burilor care se predaseră[98][99].
- 1903: Înalta Curte de Justiție (curtea supremă de justiție australiană) este înființată, iar Samuel Griffith devine primul său președinte[100][101][102].
- 1903: Legea Apărării acordă guvernului federal control complet asupra Armatei Australiene[103].
- 1903: Alfred Deakin este ales prim-ministru[104].
- 1904: Dalgety din Noul Wales de Sud a fost propus pentru a deveni noua capitală națională[105]. Alegerea se baza pe criterii precum climatul, rezervele alimentare, proprietatea asupra pământurilor și capacitatea de a susține industriile majore.
- 1904: Chris Watson formează primul guvern laburist (minoritar)[106][107].
- 1906: Australia capătă controlul sud-estului Noii Guinee[108].
- 1908: Dorothea Mackellar publică My Country (Țara mea).
- 1908: Propunerea locației Dalgety drept capitală este revocată, parlamentul Noului Wales de Sud argumentând că locația este prea apropiată de Melbourne și prea departe de Sydney[105]. O obiecție mult mai practică a fost distanța mare față de linia ferată Sydney-Melbourne și cheltuielile exorbitante pentru construcția unei ramificații. În schimb este ales orașul Canberra[109][110].
- 1909: Se realizează primul zbor cu avionul din Australia[111].

### '1910

Drapelul Marinei Regale Britanice utilizat de cea australiană între 1911-1967

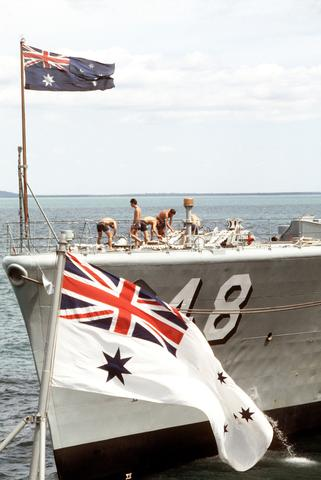
Drapelul RAN dupa 1967, având model în cel al națiunii australiene (în plan îndepărtat)

- 1910: Andrew Fisher formează primul guvern federal laburist majoritar[112].
- 1911: Se înființează Royal Australian Navy, Flota Regală Australiană[113].
- 1911: Teritoriul de Nord intră sub controlul Commonwealthului, fiind separat de Australia de Sud[114][115].
- 1911: Se realizează primul recensământ național[116].
- 1911: Este proclamat Australian Capital Territory[117].
- 1912: Australia trimite sportive pentru prima dată la Jocurile Olimpice. Fanny Durack și Mina Wylie au concurat la competițiile de înot câștigând o medalie de aur și una de argint[118].
- 1912: Walter Burley Griffin câștigă competiția pentru designul arhitectural al orașului Canberra, proiectul său fiind selectat din cele 137 propuse[119].
- 1913: Se pune piatra de temelie pentru construcția orașului Canberra[120].
- 1914: Soldații australieni sunt trimiși pe frontul Primului Război Mondial. Acesta a reprezentat prima dată când australienii au luptat sub steag australian și nu cel britanic[121].
- 1915: Soldații australieni debarcă la Anzac Cove din peninsula Gallipoli, Turcia.
- 1915: Jervis Bay Territory care cuprindea 6.677 ha, capitulează și devine parte a Australian Capital Territory[122].
- 1915 – Surfingul este introdus pentru prima dată în Australia
- 1915: Billy Hughes, cel mai longeviv ales din Camera Reprezentanților (a servit timp de 51 de ani și 7 luni) devine prim-ministru[123].
- 1916: Hotelurile sunt obligate să închidă la ora 18 (6 p.m.), ceea ce a condus la "six o'clock swill" (poșirca de la ora 6). Măsura era oarecum similară ca scop prohibiției americane din 1920: reducerea consumului de alcool în rândul bărbaților australieni dar a avut un efect negativ. În perioada dintre ora 5, când se încheia programul de lucru, și ora 6 când barurile hotelurilor se închideau, se producea o febră a consumului[124][125].
- 1916: Se înființează Returned Sailors’ and Soldiers’ Imperial League of Australia, predecesorul Returned and Services League of Australia, organizație pentru ajutorarea femeilor și bărbaților care au servit în Australian Defence Forces[126].
- 1916: Guvernul laburist al lui Billy Hughes are vederi împărțite legate de serviciul militar. Primul referendum asupra înrolării este respins cu 1.087.557 în favoarea obligativității și 1.160.033 împotrivă[127].
- 1917: Un al doilea referendum pe tema serviciului militar obligatoriu este respins[127]. Calea ferată care lega Adelaide de Perth este finalizată.
- 1918: Ia sfârșit Primul Război Mondial.

### '1920

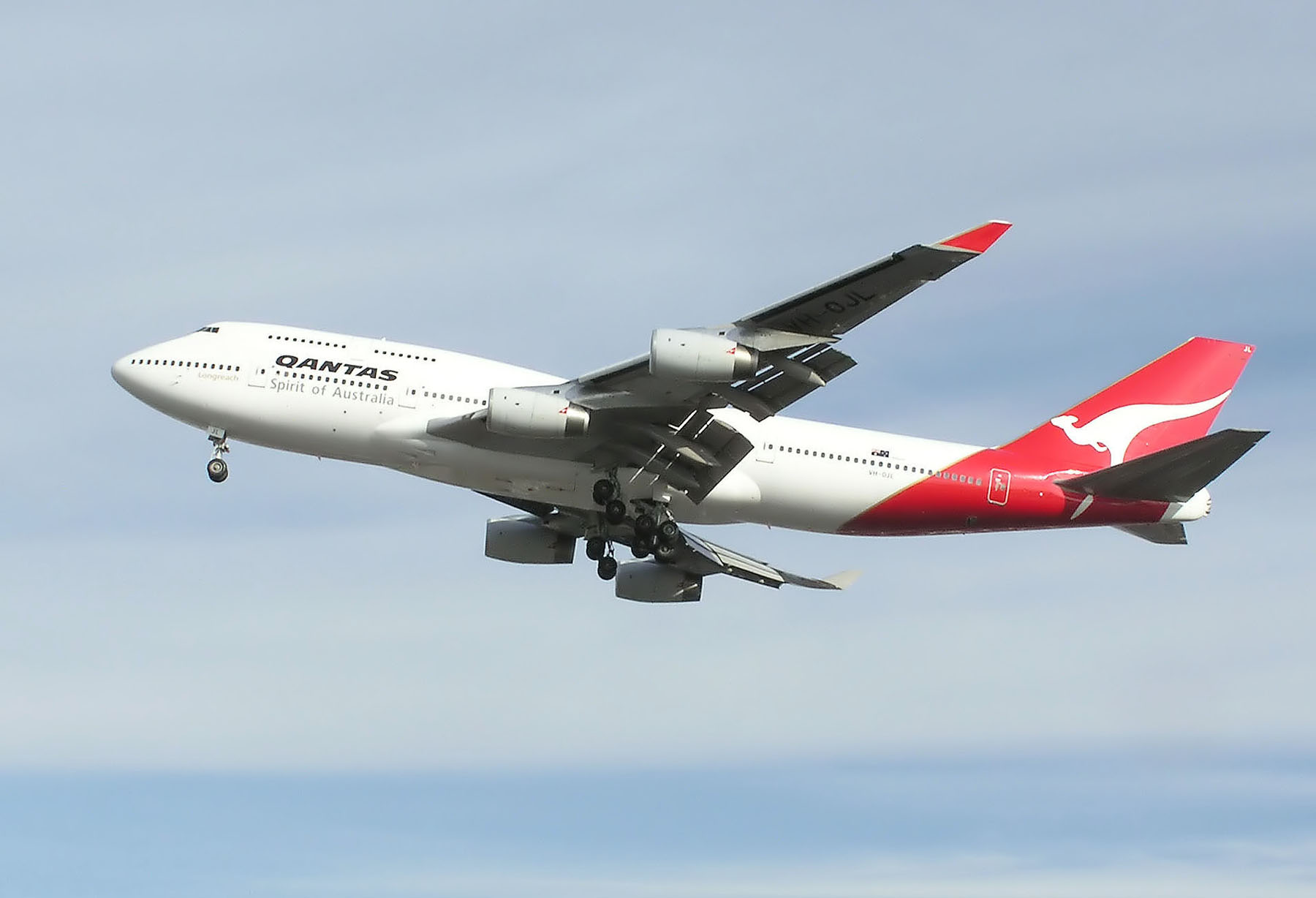
Qantas, linia aeriană națională australiană înființată în 1920.

- 1920: Se înființează linia aeriană națională australiană Qantas[128].
- 1921: Edith Cowan devine prima femeie aleasă în parlamentul australian[129][130].
- 1922: Este fondată organizația de caritate The Smith Family în Sydney[131].
- 1923: Vegemite este produs pentru prima dată[132].
- 1926: Se desfășoară primul concurs Miss Australia.
- 1927: Al zecea parlament australian își deschide sesiunea formal la Canberra, finalizând și mutarea în noua capitală.
- 1928: Bert Hinkler realizează primul zbor încununat de succes din Marea Britanie în Australia,[133] iar Charles Kingsford Smith pe cel din Statele Unite spre Australia[134].
- 1929: Australia de Vest celebrează centenarul[135].
- 1929: Laburiștii revin la guvernare sub conducerea lui James Scullin[136]. Marea criză economică lovește Australia.

### '1930

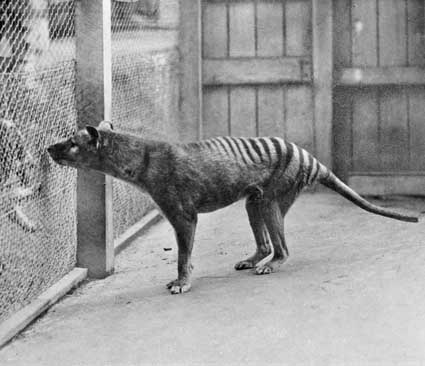
Benjamin, ultimul exemplar de lup marsupial viu cunoscut, 1933, Grădina Zoologică Hobart. A murit la 7 septembrie 1936 marcând dispariția speciei sale, conform IUCN în vreme ce CITES este mai rezervat în privința statutului speciei, numind-o „posibil dispărută”.

- 1930: Don Bradman stabilește recordul de 452 de puncte într-o singură repriză la cricket[139].
- 1930: Calul Phar Lap câștigă prima ediție a Melbourne Cup[140][141].
- 1931: Sir Douglas Mawson cartografiază aproximativ 6.400 km de coastă ai Antarcticii și pretinde pentru Australia 42% din teritoriul înghețat[142].
- 1932: Este inaugurat Sydney Harbour Bridge.
- 1932: Cade guvernul laburist iar Joseph Lyons devine noul prim-ministru[143].
- 1933: Australia de Vest votează prin referendum separarea de Commonwealth, dar votul este ignorat atât de Commonwealth cât și de guvernul britanic[144].
- 1936: Moare ultimul lup marsupial[145].
- 1937: Debutează serialul radio Dad and Dave.
- 1938: Sydney găzduiește Empire Games, predecesorul Commonwealth Games.
- 1939: Australia intră in cel de-al Doilea Război Mondial.
- 1939: Are loc primul zbor cu un avion contruit de australieni, Wirraway[146].
- 1939: Statul Victoria este devastat de incendiile din „Vinerea Neagră”[147].
- 1939: Joseph Lyons este primul premier australian care moare aflându-se în funcție[143]. Succesorul său este Robert Menzies[148].

### Anii 1940

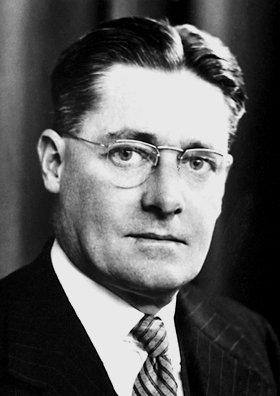
Howard Walter Florey, descoperitor al proprietăților penicilinei. Laureat al Premiului Nobel pentru Medicină în 1945.

- 1940: O echipă cercetători aflată sub conducerea lui Howard Florey, dezvoltă penicilina[149].
- 1941: Laburiștii vin la putere sub conducerea lui John Curtin[150].
- 1942–43: Avioanele japoneze efectuează aproape 100 de atacuri asupra țintelor din Teritoriul de Nord, Australia de Vest și Queensland[151].
- 1942: Ora de vară este introdusă la nivel național ca măsură pe timp de război.
- 1942: Statulul Westminster britanic este adoptat formal de Australia. Acesta acorda formal Australiei (alături de Noua Zeelandă, Africa de Sud și Statul Liber Irlandez) dreptul de a adopta legi care puteau intra în conflict cu cele ale Marii Britanii[152].
- 1943: Australia câștigă primul său Oscar, Damien Parer fiind premiat pentru reportajele sale de război[153].
- 1944: Are loc o evadare în masă a prizonierilor de război japonezi în Noul Wales de Sud, în timpul evadării de la Cowra[154].
- 1944: Este creat programul național farmaceutic prin care statul subvenționa medicamentele australienilor.
- 1945: Ia sfârșit al Doilea Război Mondial.
- 1945: Australia devine membru fondator al Organizației Națiunilor Unite[155].
- 1945: Se desfășoară prima cursă Sydney-Hobart Yacht[156].
- 1945: Premierul Curtin moare în exercițiul funcțiunii și este succedat la conducere de Ben Chifley[157].
- 1946: Ministrul pentru Imigrație Arthur Calwell introduce un plan major privind imigrația de după război.

Australia este membru fondator al ONU, 1945

- 1946: Un australian, Norman Makin, este votat și devine primul președinte al Consiliului de Securitate al ONU[158].
- 1948: Ministrul australian al Afacerilor Externe, Dr. H.V. Evatt este ales președinte al Adunării Generale a Națiunilor Unite[159].
- 1948: Australia devine semnatară a Declarației Universale a Drepturilor Omului[160].
- 1949: Debutează construcția Snowy Mountains Hydro-Electric, un plan complex de irigații și hidrocentrale în sud-estul Australiei[161].
- 1949: Indigenii australieni eligibili votării în alegerile statale din Noul Wales de Sud, Victoria, Australia de Sud și Tasmania primesc de asemenea dreptul de a vota și în alegerile federale.
- 1949: Este adoptată Legea naționalității și cetățeniei. Mai degrabă decât identificarea drept britanici, legea stabilea cetățenia australiană pentru persoanele care îndeplineau cerințele eligibilității[162].
- 1949: Menzies revine la putere ca lider al Partidului Liberal.

### Anii 1950
- 1950: Trupele australiene sunt trimise în Coreea.
- 1950: Electoratul respinge un referendum prin care o schimbare a constituției permitea guvernării Menzies scoaterea în afara legalității a Partidului Comunist[163].
- 1951: Australia semnează tratatul ANZUS alături de Statele Unite și Noua Zeelandă, tratat ce statua o alianță militară de apărare în zona Oceanului Pacific[164].
- 1952: Are loc primul test nuclear desfășurat în teritoriul australian de către Marea Britanie, în largul coastelor Australiei de Vest[165].
- 1953: Ia sfârșit Războiul din Coreea.
- 1954: Elisabeta a II-a și prințul Filip desfășoară o vizită regală[166]; diplomatul sovietic Vladimir Petrov cere azil politic declanșând Afacerea Petrov și o altă sciziune în rândurile laburiștilor[167].
- 1955: Australia se implică în Urgenă Malayană.
- 1955: Se ridică interdicția pentru hotelurile din Noul Wales de Sud de a închide la ora 18 (6 p.m.).
- 1956: Pentru prima dată, Jocurile Olimpice se desfășoară în emisfera sudică, Melbourne găzduind Jocurile Olimpice de vară din 1956[168] în colaborare cu Stochkolm pentru competițiile ecvestre (strictețea legilor privind carantina cailor nu a permis desfașurarea acestor competiții sportive).

### Anii 1960
- 1962: Urgența Malayană ia sfârșit.
- 1964 – Are loc turneul The Beatles în Australia[169]; 82 de marinari mor în naufragiul HMAS Voyager, implicat într-o coliziune cu HMAS Melbourne; primul ministru Robert Menzies anunță reintroducerea serviciului militar obligatoriu pentru bărbații cu vârsta între 18 și 25 de ani[170].; sunt trimise primele trupe în Vietnam[171].
- 1965 – Populația indigenă obține drept de vot în statul Queensland[172].
- 1966 – Se ridică interdicția participării femeilor căsătorite la Serviciul Public al Commonwealthului[173]; Menzies se retrage din funcția de prim-ministru iar succesorul său este Harold Holt[174]; la 14 februarie, moneda australiană este schimbată în dolari și cenți, Dolarul australian înlocuind Lira australiană[175].
- 1967 – Zone întinse din Hobart și sud-estul Tasmaniei sunt devastate de incendii în data de 7 februarie pierind 62 de persoane în catastrofă[176]; primul-ministru Holt moare înecat și este succedat de John Gorton[177]; Constituția este schimbată pentru a permite populației aborigene includerea în recensământul general și guvernului federal legiferări specifice[178]; Gough Whitlam devine liderul Partidului Laburist.
- 1968 – Australia semnează Tratatul de Neproliferare Nucleară[179]; campionul aborigen la box Lionel Rose îl învinge pe Masahiko "Fighting" Harada în Japonia și devine campion mondial la categoria cocoș[180]; se efectuează la Sydney primul transplant de ficat din Australia[181].
- 1969 – Artistul conceptual francez Christo termină lucrul în Little Bay din Sydney; mor autorii Norman Lindsay și May Gibbs; producția australiană a musicalului rock Hair își are premiera în Sydney; se destramă formațiile de muzică pop The Easybeats și The Twilights; Tim Burstall regizează 2000 Weeks, primul film în întregime australian de la Jedda lui Charles Chauvel din 1958

### Anii 1970
- 1970 – Mai mult de 200,000 de persoane au participat la cea mai mare demonstrație din istoria australiană, împotriva Războiului din Vietnam
- 1971 – Neville Bonner este primul aborigen care devine membru al parlamentului Australiei; John Gorton demisionează și este urmat de William McMahon
- 1971 – Turneul Springboks stârnește proteste în toată Australia. Premierul din Queensland, Joh Bjelke-Petersen declară stare de urgență în QLD ca urmare a protestelor.
- 1971 – Trecerea la ora de vară a fost introdusă în New South Wales, Victor, Queensland, South Australia si in Australian Capital Territory.
- 1972 – The Comisia de Arbitraj și Conciliere a Commonwealthului stabilește că femeile care femeile care au același loc de muncă ca și bărbații au dreptul să primească același salariu.
- 1972 – Ambasada Cortului Aboriginal a fost ridicată ca răspuns la aprobarea de către coaliția de guvernământ a licențelor de minare și exploatare a rezervelor
- 1972 –  Primul guvern laburist din 1949 încoace a fost ales sub conducerea lui Gough Whitlam
- 1972 – Australia recunoaște Republica Populară Chineză
- 1972 – Queensland renunță la ora de vară.[182]
- 1973 – S-a deschis Casa Operei din Sydney
- 1973 – Politica australienilor albi (stabilită în 1901) a fost abrogată
- 1973- Se termină Războiul din Vietnam
- 1973 – Vârsta de vot a fost micșorată de la 21 la 18 ani
- 1973 – Unioniștii au salvat suburbia „The Rocks” a Sydneiului de la demolare introducând „Green Bans”
- 1973 – Patrick White devine primul australian care primește Premiul Nobel pentru Literatură
- 1974 – Darwin a fost devastat de Ciclonul Tracy
- 1975 – Are loc o criză constituțională după ce Malcolm Fraser a blocat comerțul, împingând țara în impas până ce guvernatorul general John Kerr l-a demis pe prim-ministrul Gough Whitlam. Fraser a câștigat alegerile și a devenit prim-ministru
- 1975 – Consiliul Privy (Apel de la Înalta Curte) înlătură dreptul de a face apel la deciziile Înaltei curți luate de Consiliul Britanic Privy. Apelurile la Consiliul Privy făcute direct de la Curțile Supreme ale statului au fost posibile până în 1988.
- 1975 – Australia de Sud devine primul stat din Australia care a legalizat homosexualitatea dintre adulți în privat.
- 1975 – Guvernul Whitlam a introdus legea Pământului Aborigenilor (NT) în Parlament.
- 1976 – Australian Capital Territory a legalizat homosexualitatea dintre adulți în privat.
- 1977 – Advance Australia Fair a devenit imnul oficial al Australiei
- 1977 – Au murit 83 de persoane în dezastrul feroviar de la Granville
- 1978 – Primul Mardi Gras a gayilor și lesbienelor a avut loc la Sydney
- 1979 – O australiancă își câștigă în instanță dreptul la concediu de maternitate
- 1979 – Au fost înființate Parcul Național Kakadu și Parcul Marin al Marii Bariere de Corali.

### Anii 1980
- 1980 – Bebelușul Azaria Chamberlain a dispărut dintr-o tabără de la Ayers Rock (Uluru), fiind luat de un dingo. Coaliția a câștigat alegerile federale ale Australiei din 1980.
- 1981 – În Tasmania are loc un referendum pentru a se hotărî dacă Barajul Franklin Dam va fi sau nu va fi construit.
- 1982 – Jocurile Commonwealthului s-au ținut la Brisbane. A fost deschisă Galeria Națională a Australiei.
- 1983 – Australia a câștigat Cupa Americii la yachting; Bob Hawke îl învinge pe Fraser și aduce Partidul Laburist înapoi la guvernare. Incendiile de la Ash Wednesday au omorât 71 de oameni.
- 1984 – Advance Australia Fair a fost proclamat drept unicul imn oficial. A fost introdusă moneda de un dolar. Laburiștii au câștigat alegerile federale din 1984. A fost stabilit Medicare.
- 1985 – Guvernul a acordat dreptul de proprietate a unei zone mari de teren din Australia centrală, pe care se aflau monumente precum Uluru și Kata Tjuta, poporului Mutitjulu, cărora le-au fost concesionate pentru 99 de ani. Noul Wales de Sud a fost ultimul stat care a abolit pedeapsa cu moartea.
- 1986 – A avut loc asasinarea lui Anita Cobby în Sydney. Au avut loc Bombardamentele de pe strada Russel în Melbourne. Crocodile Dundee a fost lansat în Australia.
- 1987 – Masacrul de pe Strada Hoddle a omorât șapte persoane și a rănit 19, Masacrul de pe strada Queen a omorât 8 persoane și a rănit 5.  Sir Joh Bjelke-Petersen a demisionat ca Premier al Queenslandului după 19 ani.
- 1988 – Australia a sărbătorit bicentenarul.  S-a deschis noul sediu al parlamentului. Brisbane găzduiește World Expo '88.
- 1989 – Cutremurul din Newcastle a omorât 13 persoane.  ACT primește dreptul de autoguvernare.
- 1989 – Queensland a început testarea orei de vară pentru trei ani.[182]

### Anii 1990
- 1990 – Marina Regală Australiană a fost trimisă în Războiul din Golf.  Carmen Lawrence a devenit prima femeie premier a unui stat australian.  Laburiștii câștigă alegerile din 1990.
- 1991 – Primul ministru Bob Hawke a fost înlocuit de Paul Keating. Șapte oameni au murit în masacrul de la Strathfield. Chirurgul cardiovascular Victor Chang a fost împușcat.
- 1992 – A demisionat premierul statului New South Wales, Nick Greiner.
- 1992 – Queensland a ținut un referendum privind adoptarea orei de vară, care nu a trecut, înregistrându-se 54.5% de voturi „nu”.[183]
- 1993 – Keating l-a învins pe John Hewson în alegerile federale din 1993; Verzii australieni au candidat pentru prima dată.
- 1995 – Teritoriul de Nord a legalizat eutanasia voluntară, dar decizia a fost anulată de guvern
- 1996 – Înalta Curte dă Decizia Wik, care specifică faptul că nativii indigeni își pot păstra titluril.
- 1996 – Liberalul John Howard a devenit prim-ministru, învingându-l pe Paul Keating după 13 ani de guvern laburist
- 1996 – Toate statele și teritoriile australiene sunt de acord să introducă legi care să reglementeze vânzarea de arme după moartea a 35 de persoane după masacrul de la Port Arthur
- 1997 – Pauline Hanson fondează partidul One Nation
- 1997 – Pe 1 mai 1997 Tasmania a legalizat homosexualitatea